# USS Vicksburg (CL-86)
Pour les autres navires du même nom, voir USS Vicksburg et USS Cheyenne.
L'USS Vicksburg (CL-86) est un croiseur léger de classe Cleveland entré en service dans l'United States Navy durant la Seconde Guerre mondiale.
Il est mis sur cale sous le nom d'USS Cheyenne aux chantiers navals de la Newport News Shipbuilding & Drydock Company installés à Newport News (Virginie) le 26 octobre 1942. Renommé Vicksburg en novembre 1942, il est lancé le 14 décembre 1943 et admis au service actif le 12 juin 1944, sous le commandement du captain William Cecil Vose. Le CL-86 est le quatrième navire de l'US Navy à avoir porté le nom de cette ville de l'État de Mississippi.

## Historique
Après son stage de mise en condition, le croiseur léger quitte Hampton Roads le 1er janvier 1945 et rejoint les USS Rodman et Emmons pour former le Task Group (TG) 21.12. Le groupe franchit le canal de Panama le 5 janvier et arrivant à Pearl Harbor le 17 janvier, entamant aussitôt de nouveaux exercices pour l'habituer au théâtre d'opérations du Pacifique.
Le Vicksburg quitte Pearl Harbor le 5 février 1945 et arrive à Saipan le 13 février où il se ravitaille avant de mettre cap sur Iwo Jima, son baptême du feu au sein d'un groupe d'appui feu composé des vieux cuirassés Nevada et Idaho et des croiseurs lourds Chester et Pensacola, plus des destroyers. Le croiseur léger Vicksburg opère surtout avec les deux croiseurs lourds jusqu'au 5 mars. Dirigé par un observateur opérant à partir d'un hydravion OS2U, ses canons de 6 pouces tirent à 11 km, bombardant des installations ennemies à l'extrémité nord de l'île d'Iwo Jima. Il rejoint ensuite Ulithi pour un ravitaillement.
Il reprend la mer le 14 mars 1945, intégrant le TG 58.1 qui va lancer une série d'attaques aériennes contre Okinawa. Attaqué par de nombreux avions japonais, le croiseur léger a abattu huit avions. Le Vicksburg fut détaché pour participer à l'opération Iceberg, le débarquement à Okinawa qui commença le 1er avril, le croiseur tirant 2 300 obus de 127 et de 152 mm en six heures pour soutenir l'avance des troupes de l'armée. La conquête d'Okinawa s'achève le 22 juin et le croiseur participe à la protection de dragueurs de mines nettoyant la mer de Chine orientale jusqu'au 24 juin, date à laquelle il gagna les Philippines,.
Il était toujours en baie de San Pedro quand le Japon capitula le 15 août 1945 après les bombes atomiques d'Hiroshima et de Nagasaki les 6 et 9 août. Le 20 août, il appareille pour le Japon, intégrant le TG 38.2 (vice-amiral John McCain) qui va assurer la couverture de la cérémonie de reddition du Japon le 2 septembre 1945, cérémonie qui eut lieu à bord du USS Missouri.
C'est alors que le contre-amiral Wiltse, commandant de la 10e division de croiseur, hissa sa marque sur le Vicksburg qui devint navire-amiral de la division, quittant la baie de Tokyo le 20 septembre pour Okinawa où il arriva le 23 septembre pour embarquer 2 200 vétérans à rapatrier aux États-Unis. Le croiseur transite par Pearl Harbor et atteint la Californie à la mi-octobre.

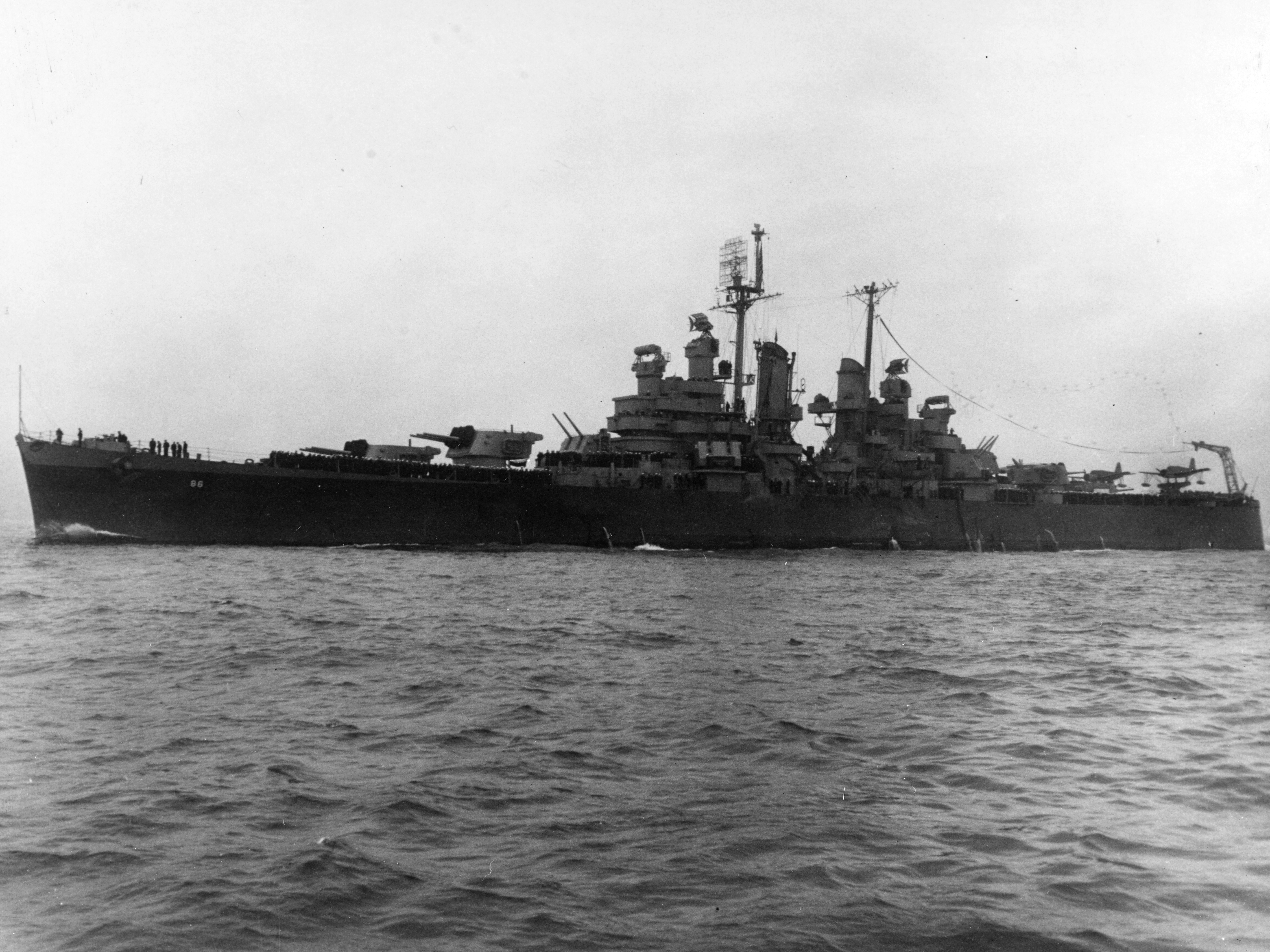
L'USS Vicksburg atteint San Francisco (Californie) peu après la fin de la Seconde Guerre mondiale, probablement en octobre 1945.

Il participe le 27 octobre 1945 au Navy Day, la célébration de la victoire organisée par le Président Truman qui voit de nombreux navires ouverts au public,.
Après un carénage du 17 janvier au 20 mai 1946, le Vicksburg devient navire-amiral de la 3e flotte, quand le vice-amiral Sherman transfère sa marque de l'Iowa au croiseur léger. Deux jours plus tard, il gagne San Diego où il reste ancré jusqu'au mois de septembre.
Le Vicksburg est désarmé et mis en réserve le 30 juin 1947. Après quinze ans d'inactivité, le croiseur est rayé des registres le 1er octobre 1962 puis vendu pour démolition le 24 août 1964 à la société National Metal and Steel Corporation de Terminal Island.